# Síndrome de Klippel-Feil
A síndrome de Klippel-Feil é uma anomalia congênita que se caracteriza pela ausência de alguns corpos vertebrais ou pela fusão de vértebras cervicais. Os principais sinais observadores nos portadores são pescoço curto, linha baixa de implantação do cabelo, pouca mobilidade do pescoço.
O número de raízes nervosas cervicais normalmente é mantido, mas são menores, assim como os forames intervertebrais. É comum a associação desta síndrome com outras anomalias.
Foi descrita de forma completa pela primeira vez em 1912 por Maurice Klippel e André Feil num paciente de 46 anos com uma grande compressão localizada nas vértebras cervicais, no entanto já haveria outras descrições clínicas menos minuciosas da doença em 1745 a Haller e em 1746 a Morgagni (Herrerín et al., 2022).

## Etiologia
A sua etiologia ainda não está completamente compreendida (Fernandez, 2017), mas após algum envolvimento genético foram descobertas mutações nos genes GDF6, GDF3 e MEOX1 que estão envolvidos no desenvolvimento ósseo. 
A proteína do gene GDF6 é necessária para a formação de ossos e articulações, já a proteína do gene GDF3 encontra-se envolvida no desenvolvimento ósseo e a proteína do gene MEOX1 (proteína homeobox MOX-1) regula o processo que inicia na separação das vértebras (National Library of Medicine, 2015). Segundo o ponto de vista fisiopatológico, a síndrome de Klippel-Feil deve-se a uma falha na segmentação dos somitos que se formam nas primeiras etapas do desenvolvimento embrionário, levando à fusão de duas ou mais vértebras (Fernandes e Costa, 2007). 

## Prevalência
Foram efetuados alguns estudos de prevalência da síndrome de Klippel-Feil em diferentes populações, na Dinamarca, através da análise de radiografias da região cervical, Giorup e colaboradores (1964) concluíram a prevalência de 0,02% (tal com citado em Gruber et al, 2018); nos Estados Unidos da América, é relatada uma prevalência de 0,05%, numa análise por Brown e colaboradores em 1964, numa amostra de 1400 esqueletos da coleção anatómica Robert J. Terry (tal como citado em Gruber et al, 2018). Contudo, estudos mais recentes sugerem uma maior prevalência. Numa analise de imagens radiológicas de 2917 indivíduos da população de Nova Iorque, Gruber e colaboradores (2018) concluíram uma prevalência de 0,58%; Moses e colaboradores (2019) sugerem uma percentagem de prevalência um pouco acima, encontrado a síndrome de Klippel-Feil em 1.2% das 831 tomografias computorizadas analisadas. 

## Classificação em Paleopatologia
A síndrome de Klippel-Feil pode ser dividida em três tipos: tipo I, fusão de múltiplas vertebras cervicais e torácicas num único bloco; tipo II, fusão de um ou dois pares de vertebras, com possível ocorrência de outras anomalias vertebrais; tipo III, fusão de múltiplas vertebras cervicais num único bloco em conjunto com múltiplas fusões em vertebras torácicas e lombares (Barnes, 1994). Dos três tipos descritos acima, o tipo II é o mais comum, sendo que se faz acompanhar de poucos ou nenhuns sintomas (Fernandes e Costa, 2007), atualmente é encontrado ocasionalmente em radiografia efetuadas com outros propósitos que não detetar estas condição (Gruber et al., 2018).
Samartzis e colaboradores (2006) desenvolveram uma classificação também utilizada por muitos investigadores, contudo esta classificação apenas se aplica à região cervical da coluna vertebral. Os critérios da classificação de Samartzis (2006) estão descritos na tabela 1.
Tabela 1. Critérios de classificação da síndrome de Klippel-Feil segundo Barnes (1994) e Samartzis et al. (2006)
| Classificação | Barnes (1994)                                                                                                   | Samartzis et al. (2006) (apenas coluna cervical)      |
| Tipo I        | Fusão de múltiplas vertebras cervicais e torácicas num único bloco.                                             | Uma única fusão cervical congénita.                   |
| Tipo II       | Fusão de um ou dois pares de vertebras.                                                                         | Múltiplas fusões cervicais congénitas, não contiguas. |
| Tipo III      | Fusão de múltiplas vertebras cervicais num único bloco, com múltiplas fusões em vertebras torácicas e lombares. | Múltiplas fusões cervicais congénitas, contiguas.     |

## Diagnóstico diferencial em Paleopatologia
O diagnóstico paleopatologico da Síndrome de Klippel-Feil envolve exames morfológicos ao esqueleto inteiro, mas, principalmente, à coluna vertebral, uma vez que é a zona afetada. Para além disso podem se realizar tomografias e radiografias para corroborar os exames morfológicos (tal com citado em Martinez et al, 2012).
Em alguns casos, também se podem realizar testes genéticos para verificar as observações fenotípicas com um antecedente correspondente, pois como se conhecem os genes implicados nesta síndrome (GDF6, GDF3 e MEOX1), retira-se uma amostra e examina-se para detetar alguma possível mutação nestes genes.
Como diagnóstico diferencial para esta doença podem-se considerar diversas patologias, tais como: doença de Paget, displasia fibrosa, disostose, osteogénese imperfeita, osteoporose, raquitismo e traumatismo (Martinez et al, 2012).

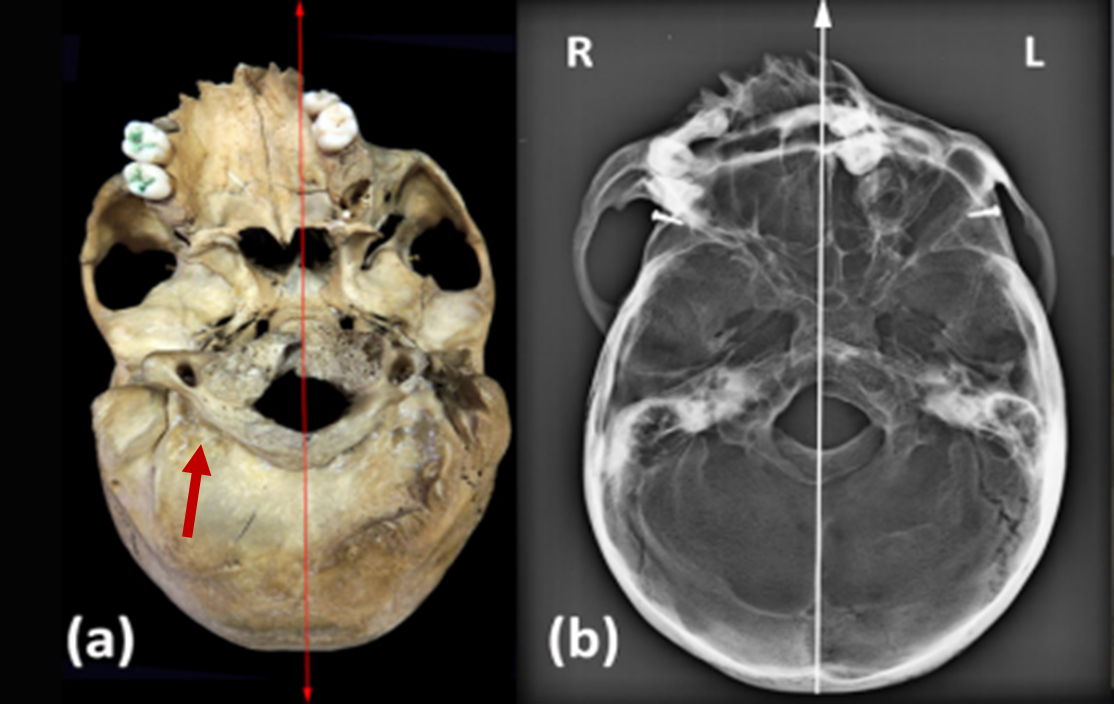
Figura 2. Crânio, visto em norma póstero-inferior, com respetivo registo imagiológico à esquerda, onde é evidente a assimetria lateral, bem como a fusão do atlas com os côndilos occipitais e a fusão do áxis com o atlas (seta vermelha) (adaptado de Herrerín et al., 2022).

## Casos paleopatológicos

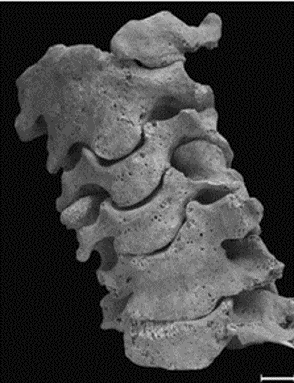
Figura 3. Porção cervical da coluna vertebral, vista em norma anterior. É notória a escoliose com curvatura para a direita, bem como a fusão do atlas com o áxis (seta verde) e das vertebras C6 e C7 (seta vermelha) (adaptado de Fernandes e Costa, 2007: 683).

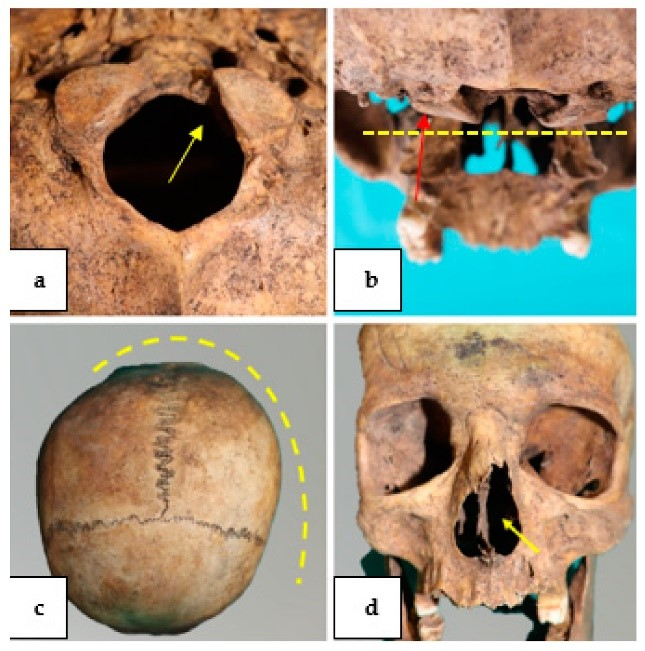
Figura 4. a. Hipoplasia côndilar occipital bilateral e assimétrica (vista inferior); b. Côndilos occipitais assimétricos (vista posterior); c. Assimetria do crânio (vista superior); d. Desvio do septo nasal (vista anterior). (Adaptado de Leggio et al., 2022).

No primeiro caso, analisado por Herrerín e colaboradores (2022), é apresentado o crânio de um homem de 22 anos da coleção de esqueletos de Olóriz (Espanha), ao qual foi feita uma análise macroscópica e radiológica (através da tomografia computadorizada) e que mostra características típicas da síndrome de Klippel-Feil, como a fusão de duas ou mais vértebras.
Na vista frontal, observou-se uma assimetria lateral importante, com desvio dos ossos nasais e septo nasal para a direita, a mesma assimetria afetou também as órbitas (figura 1b). Na norma posterior, a assimetria também era evidente, com importante deslocamento lateral da sutura sagital e do ponto craniométrico lambda, enquanto a sutura lambdoide parecia visível e não obliterada (figura 1c). 
Na vista inferior o crânio apresentava assimetria de todo o maciço facial com deslocamento muito significativo do plano sagital mediano (figura 2).
Na norma posteroinferior nota-se uma fusão atlanto-occipital (figura 2), com fusão do maciço lateral e um arco posterior de aparência normal do atlas. O processo odontóide também se encontra fundido com o arco anterior e a massa lateral direita do atlas, para além disso, é ainda observável uma sinostose do canal vertebral.
Num segundo caso, descrito por Fernandes e Costa (2007), temos o esqueleto de um individuo de sexo masculino, com cerca de 40 anos de um cemitério medieval em Estremoz, datado do período entre o século XIII e XV. Este individuo tem uma vertebra cervical supranumerária, sendo a C0 uma hemivertebra (lado esquerdo) fundida ao côndilo occipital.
Quanto ao atlas (C1), não está fundido em plano sagital, sendo composto por duas hemivertebras. A hemivertebra direita está fundida com o áxis (C2) enquanto a esquerda não, articulando normalmente (figura 3). Neste par de vertebras a união é completa nos corpos vertebrais e facetas articulares, havendo desenvolvimento de uma ponte óssea entre os arcos. Consequente desta fusão, o áxis apresenta deformações no processo odontóide.
Mais abaixo, a C5 e C6 também estão fundidas (figura 3), tendo uma forma de cunha, que podem sugerir fraturas por compressão (importante no diagnostico diferencial). Aqui existe a união dos corpos vertebrais, e das facetas e arcos direitos, no entanto têm o processo transverso esquerdo independente.
Para alem destas duas fusões, este individuo tem também outras anomalias que estão associadas a um mau desenvolvimento da coluna vertebral. Tem 8 vertebras cervicais, 11 torácicas, 6 lombares e 5 sacrais; uma costela cervical fundida ao processo transverso da C7; fenda no processo espinhoso da T3; leve assimetria na dimensão dos braços; escoliose cervical (figura 3); e diferença na elevação das escapulas (Fernandes e Costa, 2007), que pode sugerir a deformidade de Sprengel. Estas alterações enquadram-se com a síndrome de Klippel-Feil de tipo II.
Um esqueleto de um individuo com cerca de 25 anos que foi um soldado do exército real jugoslavo, apresenta fusão do atlas e do áxis o que causava limitação na rotação do pescoço, identificada como síndrome de Klippel-Feil tipo II (Leggio e colaboradores, 2022). Na análise craniana verificou-se uma assimetria do parietal e occipital causando deformação no crânio, observou-se também uma hipoplasia condilar occipital bilateral e assimétrica do foramen magnum (figura 4), onde se verifica que, embora os côndilos estejam completos estes são assimétricos e deve-se à fusão das vértebras anteriormente referidas. Há também um desvio no septo nasal (figura 4), mas pode ter ocorrido devido a outros fatores que não a síndrome. Analisando a coluna vertebral, verificou-se que este individuo tinha escoliose e spina bifida occulta, sendo estes sintomas da síndrome de Klippel-Feil (tal com citado em Leggio et al, 2022).